# 지몬 페어회벤
지몬 페어회벤(독일어: Simon Verhoeven, 1972년 6월 20일~)은 독일의 배우, 영화 감독, 각본가이다.

## 작품 목록

### 영화
- 나이트라이프 (2020년)
- 웰컴 투 저머니 (2016년)
- 언프렌드 (2016년)
- 멘 인 더 시티 (2009년)
- 자리 바꾸기 (2007년)
- 내 남자의 유통기한 (2005년) - 레오 역
- 걸스 온 탑 2 (2004년) - 폴 역
- 바람의 신부 (2001년)
- 파티 걸 (1995년)